# Mehmet Kaplan
Mehmet Kaplan é um político sueco, do Partido Verde.
Foi Ministro da Habitação e do Desenvolvimento Urbano em 2014-2016, no Governo Löfven.